# Pinshane Huang
Pinshane Yeh Huang (nacida el 15 de julio de 1986) es Profesora (Assistant Professor) de Ciencia de Materiales en la Universidad de Illinois en Urbana–Champaign. Trabaja en el desarrollo de microscopios electrónicos de transmisión para la investigación de materiales bidemensionales. Durante sus estudios de doctorado, creó la pieza de vidrio más fina del mundo, que fue incluida en el Libro Guinness de los Records. Huang recibió en 2019 el Premio Presidencial de Carrera Temprana para Científicos e Ingenieros.

## Biografía
Huang creció Arlington, Texas. Fascinada por la ciencia desde niña, decidió estudiar Física en Carleton College. Entonces, no estaba segura de si se especializaría en antropología o física. Paso un verano enseñando ciencia en un campamento de verano en la Universidad Johns Hopkins, y se dio cuenta de que quería dedicarse a la enseñanza de física. En su último año también tocaba el violín.
Para sus estudios de posgraduado se mudó a la Universidad de Cornell donde, supervisada por David A. Muller, obtuvo su doctorado en física aplicada. Huang comenzó a investigar el grafeno en 2009, y desarrolló el método para fabricar el vidrio más fino del mundo. Este vidrio era tan fino que fue posible distinguir átomos individuales de silicio y oxígeno mediante microscopía electrónica de transmisión. Huang creó este vidrio accidentalmente, cuando descubrió que el grafeno está compuesto de silicio y oxígeno, los elementos que forman vidrio. Este descubrimiento inesperado permitió por primera vez la identificación de átomos en vidrios, y fue incluido en el Libro Guinness de los Records. Su trabajo consistía en utilizar materiales bidimensionales como modelo para investigar las relaciones entre la estructura y las propiedades de materiales, así como para informar el diseño y la fabricación de materiales bidimensionales con las propiedades químicas, ópticas y electrónicas deseadas. Investigó bordes de grano en disulfuro de molibdeno y grafeno.
Tras obtener su doctorado, Huang fue investigadora postdoctoral en la Universidad de Columbia, donde trabajó con Louis E. Brusin, en el Centro de Investigación de Ciencia e Ingeniería de Materiales.

## Trayectoria científica
Huang comenzó a trabajar como profesora e investigadora en la Universidad de Illinois en Urbana–Champaign en 2015. Su laboratorio, Examinando las pequeñas cosas, utiliza nanotecnología y microscopía electrónica para investigar las propiedades de diferentes materiales. Está basada en el Centro de Investigaciones de Materiales en la Universidad de Illinois en Urbana–Champaign. Huang fue una pionera en las técnicas para estudiar átomos individuales en vidrio a medida que este se dobla y se rompe, permitiendo el estudio de defectos cristalinos en materiales ultrafinos. Específicamente, Huang trabaja en microscopía electrónica con aberración corregida para estudiar materiales bidimensionales. Para visualizar vidrio doblándose, Huang usó el haz de electrones de un microscopio electrónico de transmisión para excitar el vidrio y formar imágenes de átomos simultáneamente. Así, Huang creó videos que permiten comprender el estado líquido del vidrio. Tanto los defectos cristalinos como las impurezas tienen un gran impacto en las propiedades electrónicas de materiales bidimensionales. Los materiales investigados por Huang pueden ser aplicados en la catálisis, la generación y el almacenamiento de energía en células solares, baterías y dispositivos a base de grafeno. Debido a que el rendimiento de catalizadores y baterías nanoestructurados depende la disposición atómica en las superficies de las nanopartículas, Huang emplea microscopía electrónica átomo por átomo para caracterizar los átomos interfaciales. Combina microscopía con imagen espectral transitoria para entender la reactivación y la estabilidad de nanopartículas metálicas. Además, relaciona imágenes obtenidas átomo por átomo con mediciones de dispositivos y espectroscopia para correlacionar la estructura atómica, el rendimiento y las propiedades ópticas.
En conversación con el periódico londinense The Daily Telegraph Huang comentó la necesidad de establecer puentes de comunicación entre científicos y el público, y de involucrar al público en investigación y declaró: "Si puedo hacer algo para inspirar a una persona joven a convertirse en científica, maestra o votar para asegurarnos de que tengamos fondos para la investigación científica, eso hace que valga la pena para mí". Su investigación fue presentada en la exposición "Materiales Maravillosos" acogida del Museo de Ciencia e Industria de Mánchester. También ha formado parte del programa de televisión de PBS Nova Hunting the Elements (Cazando los Elementos).

### Premios y honores
Entre sus premios y honores se incluyen
- 2012 Beca Presidencial otorgado por la Microscopy Society of America
- 2012 Premio Raymond otorgado por la Microbeam Analysis Society
- 2013 Premio William Nichols Findley otorgado por la Facultad de Ingeniería de Universidad Cornell[25]
- 2016 Premio Investigador Joven otorgado por el Laboratorio de Investigaciones Air Force[26]
- 2017 Premio Albert Crewe otorgado por la Microscopy Society of America[27]
- 2017 Premio 3M para miembros de la facultad no titulares[28]
- 2017 Beca Packard[29]
- 2018 Miembro de la Fundación Kavli[30]
- 2018 Beca de Investigación Sloan[31]
- 2018 Investigador global altamente citado[32]
- 2019 Premio CAREER otorgado por la Fundación Nacional para la Ciencia (USA)
- 2019 Premio Presidencial de Carrera Temprana para Científicos e Ingenieros

### Publicaciones Selectas
Entre sus publicaciones se incluyen:
- Huang, Pinshane (2011). «Grains and grain boundaries in single-layer graphene atomic patchwork quilts». Nature 469: 389.
- Huang, Pinshane (2013). «One-dimensional electrical contact to a two-dimensional material». Science 342: 614-617.
- Huang, Pinshane (2013). «Grains and grain boundaries in highly crystalline monolayer molybdenum disulphide». Nature Materials 12: 554-561.